# Unidad de Fomento de Vivienda
La Unidad de Fomento de Vivienda (UFV) es una unidad de cuenta reajustada según la inflación usado en Bolivia. Creado por el Decreto Supremo 26390 del 8 de noviembre de 2001 y vigente desde el 7 de diciembre de dicho año. Su objetivo es el financiamiento de viviendas y todos los actos jurídicos que requieran mantener el valor de moneda de acuerdo con la variación de la inflación. Se paga o cobra en Bolivianos según el valor diario de la UFV.
El valor oficial de la UFV es calculado por el Banco Central de Bolivia, de acuerdo con la publicación del IPC por el INE.
El valor de la UFV se calcula de la siguiente forma (textualmente del Reglamento de la Unidad de Fomento de Vivienda (UFV) por Resolución de Directorio N.º 116/2001 del Banco Central de Bolivia)
- El IPC de un mes se dividirá entre el IPC del mismo mes del año anterior.
- Se obtendrá la raíz 12 del resultado anterior.
- Luego, se calculará la raíz "n" del resultado obtenido, donde "n" es el número de días del mes al cual corresponde la UFV.
- El valor de la UFV correspondiente a cada día se actualizará multiplicando el resultado anterior por el valor de la UFV del día previo.
- La base del índice será el 7 de diciembre de 2001, es decir, ese día el valor de la UFV será "1".
- El valor de la UFV será publicado con cinco decimales.[1]